# Ozarba morstatti
Ozarba morstatti là một loài bướm đêm trong họ Noctuidae.